# Хауласелькя
Хауласелькя — пресноводное озеро на территории Кестеньгского сельского поселения Лоухского района Республики Карелии.

## Общие сведения
Площадь озера — 1,2 км². Располагается на высоте 257,0 метров над уровнем моря.
Форма озера продолговатая: оно более чем на два километра вытянуто с северо-запада на юго-восток. Берега изрезанные, каменисто-песчаные, часто заболоченные.
В юго-восточную оконечность Хауласелькя впадает протока, несущая воды озёр Еноярви и Толпанъярви. В северо-западную — впадает протока из озера Вялиярви и с северо-запада же вытекает река Исойоки, которая, сразу пересекая Российско-финляндскую границу, течёт уже по территории Финляндии. Проходя через ряд проток и озёр, воды Хауласелькя и выше перечисленных водоёмов попадают в реку Куусинкийоки, впадающую уже снова на территории России в реку Оуланкайоки (в нижнем течении — Оланга), которая в конечном итоге впадает в Пяозеро.
Населённые пункты и автодороги вблизи водоёма отсутствуют.
Код объекта в государственном водном реестре — 02020000411102000000681.